# Ahvenkutujärvi
Ahvenkutujärvi är en sjö i Finland. Den ligger i kommunen Enare i landskapet Lappland, i den norra delen av landet, 1 000 km norr om huvudstaden Helsingfors. Ahvenkutujärvi ligger 165,3 meter över havet. Arean är 1,03 kvadratkilometer och strandlinjen är 6,17 kilometer lång. Sjön  ingår i Pasvik älvs huvudavrinningsområde.   Den sträcker sig 1,3 kilometer i nord-sydlig riktning, och 1,8 kilometer i öst-västlig riktning.